# Ixodes neuquenensis
Ixodes neuquenensis är en fästingart som beskrevs av Raul A. Ringuelet 1947. Ixodes neuquenensis ingår i släktet Ixodes och familjen hårda fästingar. Inga underarter finns listade i Catalogue of Life.